# Dunlop Tyres
Dunlop är ett av världens mest kända däckmärken, grundat 1890 av John Boyd Dunlop.
Dunlop uppfann innerslangen år 1888 när hans son började cykla. Dunlops son tyckte cykeln gick tungt.
Dunlop som då arbetade som veterinär satte dit en slang i däcken och då rullade cykeln mycket lättare.  
Denna ringkonstruktion var i avseende på elasticitet så överlägsen de hittills använda massiva gummiringarna, att den, efter flera förbättringar, snart medförde en snabb utveckling för såväl velocipeder som senare automobiler. Dunlop tog 1888 patent på sin pneumatiska ring, och 1890 bildades ett bolag för tillverkningen. Detta ombildades 1896 till The Dunlop pneumatic Tyre co. och 1899 till Dunlop rubber company.

## Racing
Dunlop har en lång tradition inom racing. Bland annat så levererar man samtliga däck i de mindre klasserna roadracingens MotoGP-cirkus. Dunlop levererade och sponsrade även till Tech 3 Yamaha 2005-2006 i MotoGP-klassen.